# 胡卫平
胡卫平（1964年10月—），山西霍州人，汉族，陕西师范大学教授、博士生导师，陕西师范大学现代教学技术教育部重点实验室主任，第十届、第十一届全国人大代表。
1984年毕业于山西师范大学物理系。1998年北京师范大学物理系硕士毕业。2001年取得北京师范大学发展心理研究所博士学位。1990年至2009年在山西师范大学任教。2009年，负责筹建陕西师范大学教师专业能力发展中心。